# Delage

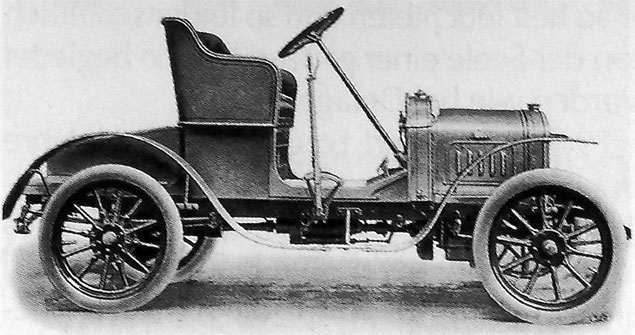
Delage Voiturette z roku 1906 s jednoválcem De Dion. Od roku 1908 vyvíjel Delage vlastní motory

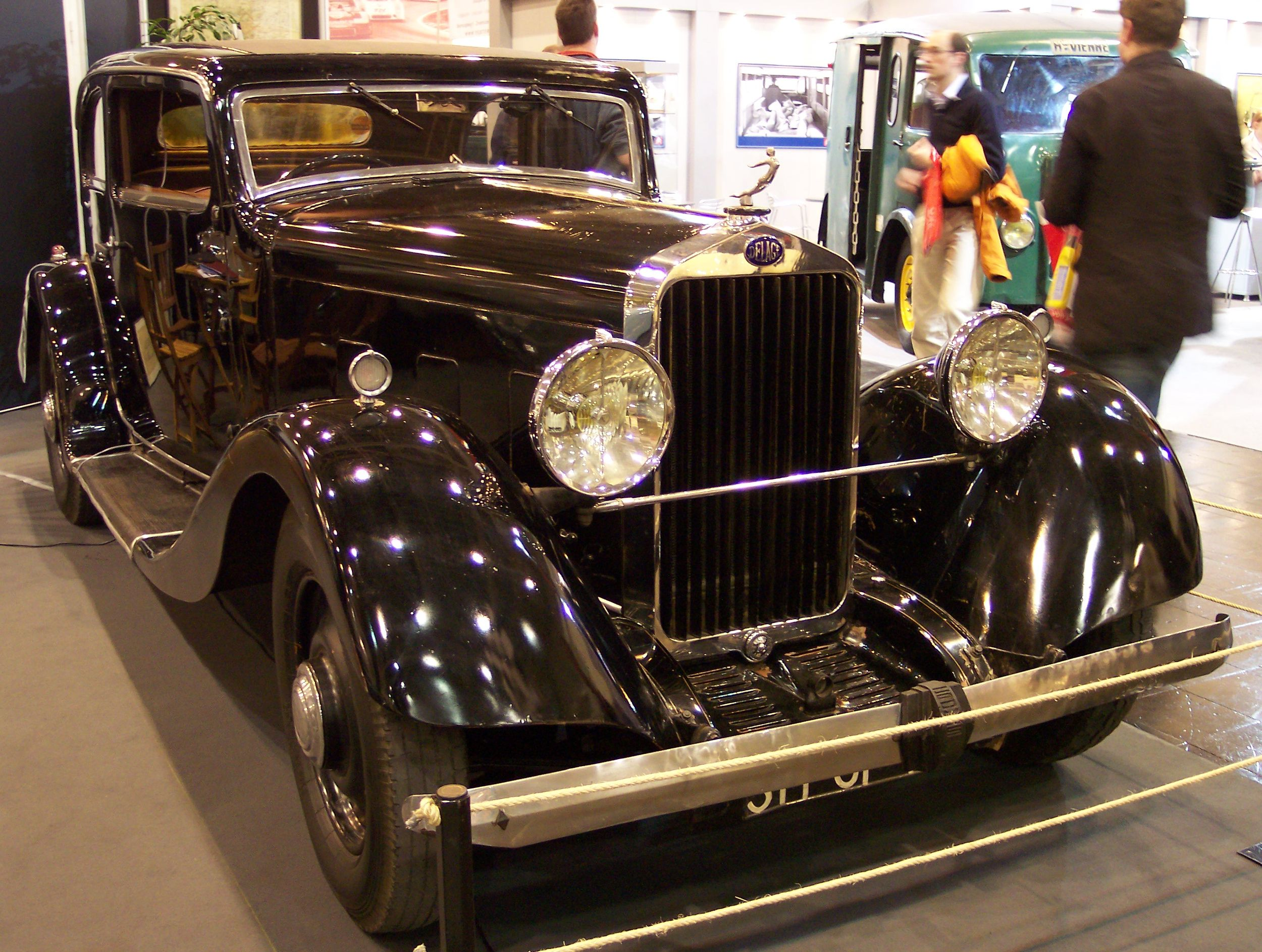
Vůz Delage na výstavě

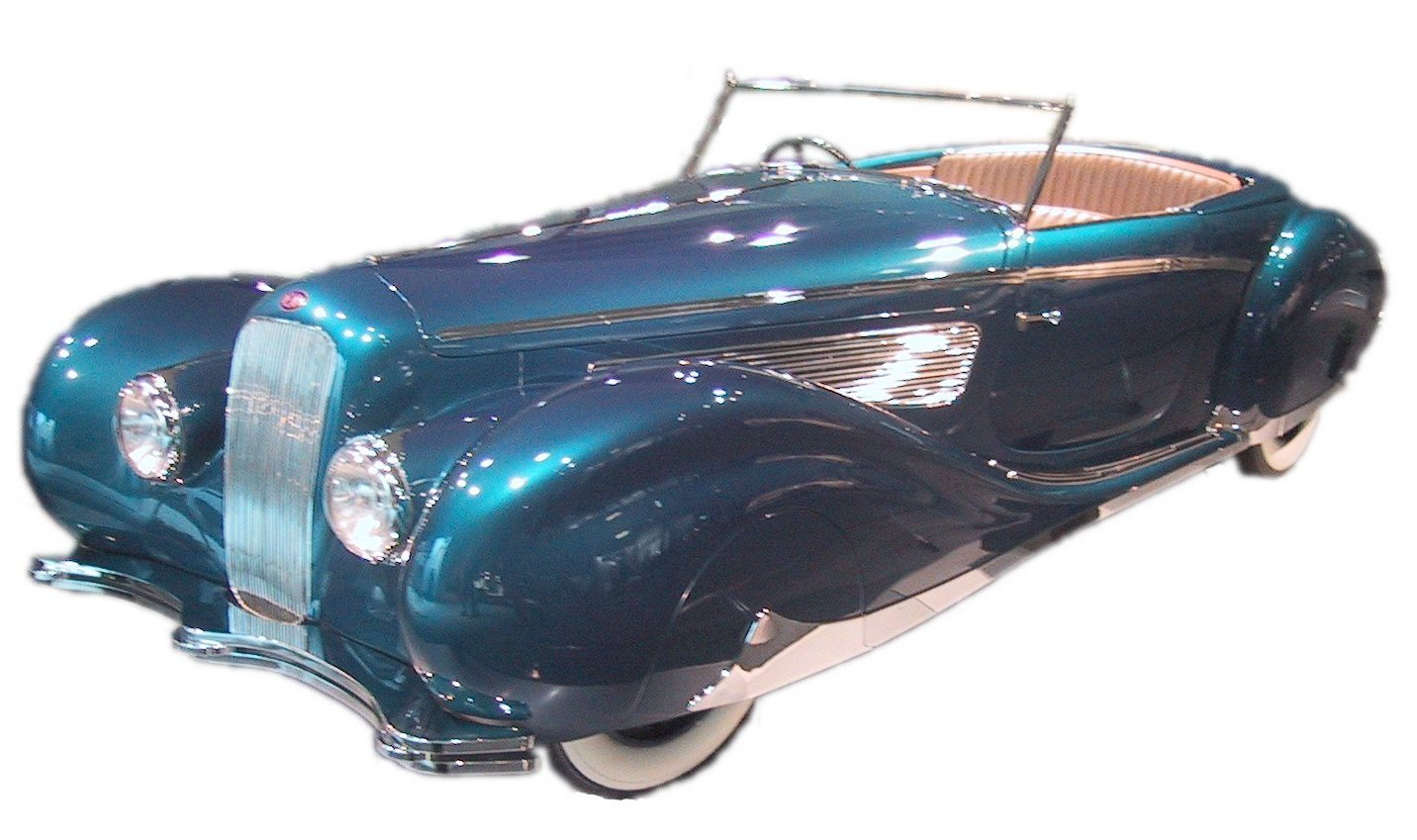
Delage Typ D8-120

Francouzská firma Delage byla výrobcem exkluzivních a sportovních automobilů. Jejím majitelem byl ambiciózní mladý inženýr Louis Delâge (1874–1947), který předtím pracoval pro firmu Peugeot. Firmu založil na Rue Cormeilles ve Levallois-Perret na severozápadním předměstí Paříže v lednu roku 1905 ve věku 31 let. Jeho společníkem byl Augustin Legros, který byl předtím také pracoval u Peugeotu.
Delage se nejprve zabýval stavbou karosérií, motory a podvozky nakupoval, nejdůležitějším dodavatelem byla firma De Dion-Bouton. Od roku 1908 začal motory také sám vyrábět. Jeho vozy dosahovaly mnoho úspěchů v motoristickém sportu a značka díky tomu získala velmi dobrou pověst. 
V roce 1912 firma přesídlila do větších prostor v Courbevoie. Během první světové války byla výroba podřízena vojenským potřebám. Po roce 1918 byly opět vyráběny luxusní a exkluzivní automobily pro majetné zákazníky, kterým v době poválečného oživení imponoval i specifický design karosérií. Mnoho vozů mělo navíc karoserii dodanou na zakázku od firmy Letourneur et Marchand z Neuilly-sur-Seine. Závodní speciály Delage opět dosahovaly četných úspěchů v mnoha evropských závodech série Grand Prix. 
Světová hospodářská krize však na firmu dolehla velmi těžce. V roce 1935 tak musel Louis Delâge dobrovolně vyhlásit úpadek. Obchodní značku koupil Walter Watney z firmy Delahaye, která ještě do roku 1953 vyráběla automobily pod označením Delage. Zakladatel firmy zemřel ve věku 73 let. Louis Delage začal vyrábět automobily v roce 1906. Světovou známost jeho vozům přineslo vítězství René Thomase ve Velké ceně Indianapolisu roku 1914 a 3. místo Alberta Guyotse v témže závodě. René Thomas na voze Delage ustavil pak roku 1927 světový rychlostní rekord 230 km/hod.

## Výroba
Odhaduje se, že v období let 1905 až 1935 bylo vyrobeno kolem 35 000 automobilů Delage. Jiné zdroje uvádí, že v továrnách Levallois a Courbevoie vzniklo až 40 000 vozů. Poté, co Delage převzala firma Delahaye, vzniklo v letech 1935 až 1940 dalších 2000 vozů se značkou Delage. Po poválečném návratu k výrobě osobních automobilů vyrobila Delahaye dalších 330 vozů Delage.
V Československu se vozy Delage příliš neprodávaly, jednalo se maximálně o desítku vozů ročně. Po triumfu Diva na Zbraslavi (1925) se to pokusil změnit Josef Foist, který v roce 1928 otevřel prodejnu a servis v Radlicích, Havlíčkova 105. Ale hospodářská krize, vydání nového automobilního zákona, omezení autodopravy a jiná nařízení, která brzdila rozvoj automobilismu, způsobila, že J. Foist počátkem 30. let tento obor opustil. První prodejnou vozů Delage byla ovšem pražská společnost Horák & Hlava, prodávající automobily Renault, Delage, motocykly Norton, AJS a Francis Barnet.

## Sportovní úspěchy
30. května 1914 zvítězil René Thomas v závodě 500 mil v Indianapolis, o deset let později, 6. července 1924 také ustanovil s vozem Delage La Torpille v Arpajonu nový světový rekord na letmý kilometr rychlostí více než 230 km/h. 

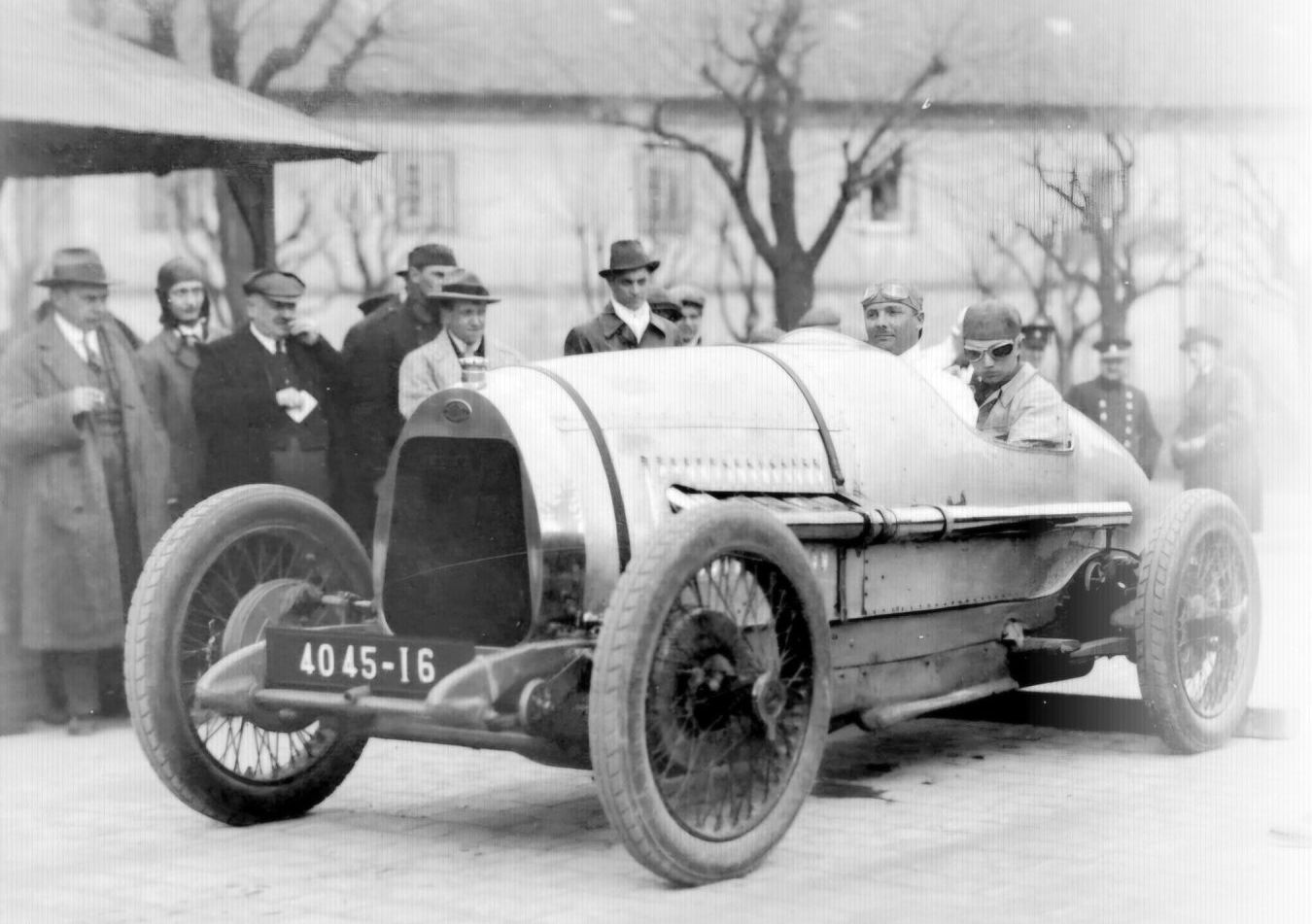
Albert Divo na voze Delage Type GL "Sprint II" 6 l, vítěz Zbraslav-Jíloviště (1925)

Od roku 1924 se vozy Delage s řidiči René Thomasem, Albertem Divem, Robertem Benoistem a dalšími začaly pilně zúčastňovat závodů automobilů do vrchu, především v domovské Francii. V tom roce mj. zvítězily v téměř 20 podnicích mj. Albert Divo na La Turbie (Nice, Delage "Sprint I" 5 l) a na Mont Ventoux (Avignon, Delage DH, 12 válců, 10 500 cm³). V roce 1925 vítězná kariéra Alberta Diva pokračovala s Delage GL "Sprint II" 6 l (5954 cm³). V závodech do vrchu zvítězil 1. března na „kopci“ Argenteuil u Paříže, 13. dubna v závodě Zbraslav-Jíloviště (překonal rekord Otto Salzera z roku 1924 a za rekordní čas 3:01,1 min a vítězství obdržel prémii 20 000 Kč), 26. dubna Les Alpilles (Avignon), 21. května Les 17 Tournants (nr. Dampierre), 14. června Planfoy (Forez), 9. srpna Mont Ventoux (Avignon) a 9. září Phare (Biarritz). Na nejtěžším evropském závodu do vrchu Klausenrennen u švýcarského Altdorfu (21,6 km, 136 zatáček, výškový rozdíl 1237 m) 23. srpna vyhrál třídu nad 2000 cm³ a v celkovém pořadí skončil 2. za hrabětem G. Masettim na Sunbeamu 1980 cm³. Další vítězství připojili René Thomas a Robert Benoist mj. La Turbie. Vítězství v kopcích bylo opět téměř 20. 
Velkou cenu Francie na 1000 km/80 kol 26. července 1925 na Autodrome de Linas-Montlhéry Albert Divo společně s Robertem Benoistem vyhrál. Velká cena San Sebastianu se konala 19. září a Albert Divo ji společně s André Morelem na Delage vyhrál. Na závěr roku 1925 se na popud Victora Rigala utvořila společnost sportovců, která každého roku přidělí cenu 15 000 franků „řidiči automobilu nebo motocyklu francouzské národnosti, který během roku získá si největších zásluh o automobilní sport francouzský“. Za rok 1925 byla cena nejlepší řidič Francie jednomyslným usnesením udělena Albertu Divovi.
Pro novou formuli v roce 1926 Delage vyrobil osm 1,5 litrových vozů (Delage 15 S 8). V premiérové britské Velké ceně v roce 1926 zvítězil francouzský tým ve složení Louis Wagner a Robert Sénéchal na voze Delage 155 B. Rok 1927 byl rokem Delageova největšího triumfu. Přestavěné vozy získaly pět vítězství v Grand Prix, mistrovství světa pro tým a Benoist se stal neoficiálním mistrem světa Grand Prix. V tomto roce 1927 zvítězil Robert Benoist v Grand Prix d'Overture v Montlhéry, Grand Prix Francie (opět Montlhéry), Velké Británie (Brooklands), Španělska  (Lasarte, San Sebastian) a v Itálii (Grand Prix d´Europe na Monze). Robert Marcel Charles Benoist, který zvítězil na Delage 15 S 8 v roce 1927 ve čtyřech evropských závodech mistrovství světa (Francie, Španělsko, Evropa na Monze a v Británii), byl poctěn francouzským prezidentem medailí Chevalier de Ordre national de la Legion d'honneur, nejvyšším vyznamenáním ve Francii (Rytíř národního řádu Čestné legie). Vítězství v domácí, francouzské Velké ceně bylo pro Delage impozantní, neboť vozy této značky obsadily kompletně stupně vítězů v pořadí Benoist, Bourlier a Morel.

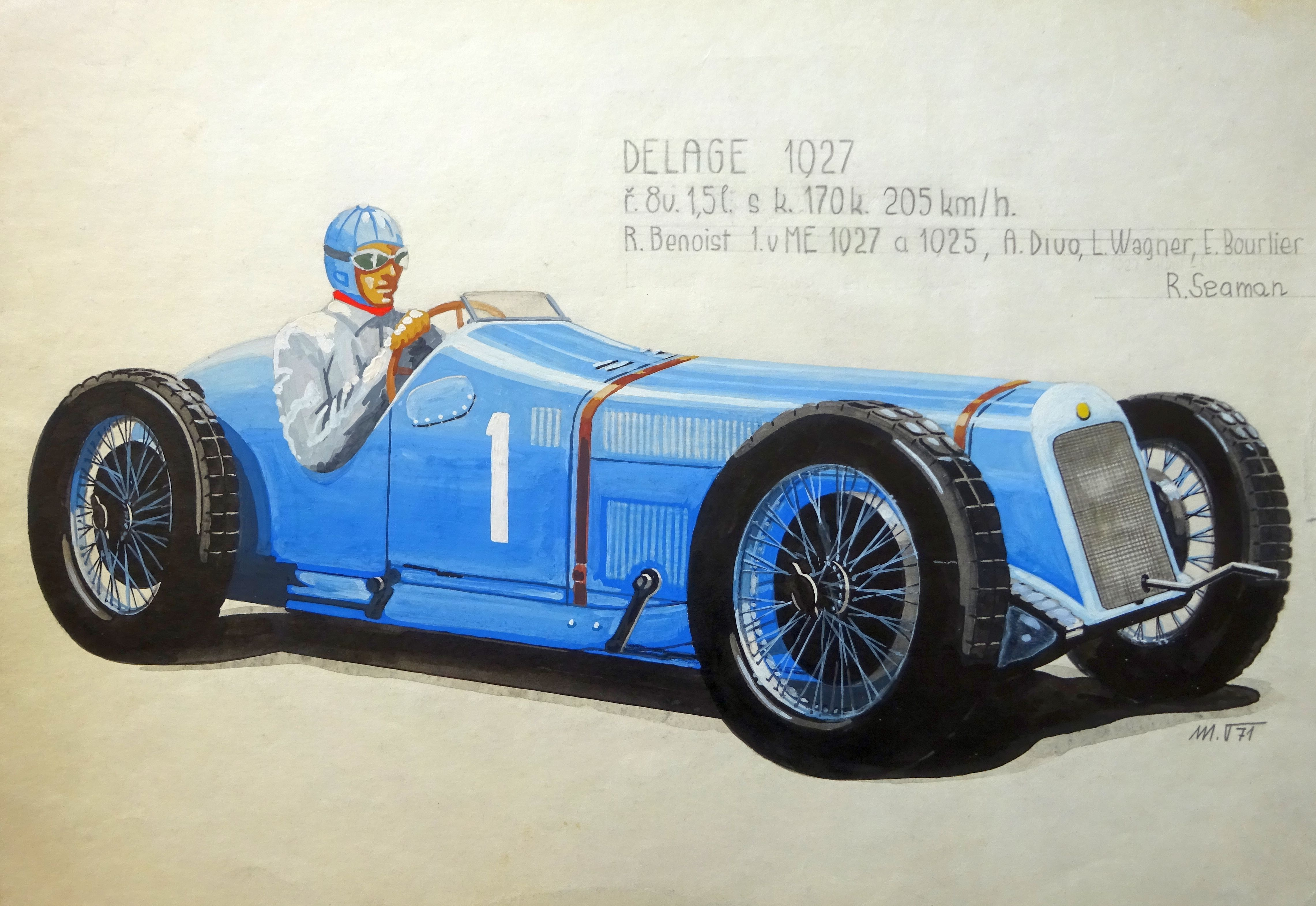
Delage 15 S 8, závodní vůz Richarda Seamana v roce 1936

Ve vozech Delage později získali slávu také britští jezdci  Richard Seaman a Kay Petreová. Rok 1936 byl pro Seamana velmi úspěšný. Od Lorda Howea koupil deset let starý vůz (z roku 1926) Delage 15 S 8 (osmiválcový řadový 1488 cm³, výkon 138 kW/185 k se 2 kompresory Roots) a jeho soukromý mechanik Ital Giulio Ramponi (dříve úspěšný závodník mj. 2x vyhrál s Camparim Mille Miglia, poté mechanik pracující pro Alfu Romeo) předvedl svá kouzla. Odlehčil jej o 100 kg, zvýšil výkon skvělého osmiválcového řadového motoru zhruba o 30 k, vyměnil preselektivní převodovku za manuálně řazenou, vylepšil brzdový systém a přinutil obstarožní Delage jezdit maximální rychlostí až 210 km/h. Vyšlechtil vůz tak, že byl v té době téměř nepřekonatelný. Hned první závod 28. května na ostrově Man Richard vyhrál  (IV. RAC International Light Car Race), když za sebou nechal mj. prince Biru a Marcela Lehouxe. Na Nürburgringu 14. června při XIV. ADAC Eifefelrennen s Delage nedojel pro havárii hned v 1. kole závodu. Richard Seaman se svým černým Delagem se sice po startu z 1. řady ujal vedení a když se vozy od vlásenky Südkehre vrátily zpět za boxovou rovinku, tak Seaman stále vedl, následován Trossim, Tenni, Bäumerem a Birou. Na místě zvaném Hocheichen Seaman dostal na mokré vozovce smyk, vyjel do pole a Delage uvízl v bahně. Seamanovi trvalo asi sedm minut, než dostal auto zpět na silnici a znovu nastartoval. Dojel však pouze do boxů a rozhodl se odstoupit ze závodu. Při XII. Grand Prix Picardie o týden později sice vyhrál svoji rozjížďku, ale ve finálové jízdě v 5. kole pro poruchu řízení v zatáčce Brie narazil do zdi. Delage byl značně poškozen, ale Seaman zůstal nezraněn. Na VII° Coppa Ciano Junior v Livornu 2. srpna dojel s Delage na 6. místě (zvítězil Carlo Felice Trossi na Maserati 6CM), avšak 15. srpna v Pescaře Trossiho porazil a zvítězil v VIII. ročníku Coppa  Acerbo Junior. Seaman ovládl trénink i závod. Ze sedmi vozů Maserati na startu se jich 5 srovnalo za Seamanovým Delage a další dva do cíle nedojely. Richard Seaman ve 3. kole zajel nejrychlejší kolo závodu za 12:15,8 min = 126,2 km/h.  Seaman na Delage zajel ve 3. kole i nejrychlejší kolo závodu za 2:58,7 min = 146,7 km/h. Úspěšnou sezónu ukončil dvěma starty v Doningtonu. V sobotu 29. srpna zvítězil v závodě J.C.200 mil (IX. Junior Car Club 200 mile a  Andre Gold Cup). Po 77 kolech (316,2 km) za sebou nechal vozy ERA, Maserati, Alfa Romeo, Bugatti i MG. Seaman vyhrál před Howem o 51,4 vteřiny a získal tak Zlatý pohár i trofej JJC 200. Za vítězství v kategorii voiturette získal celkem 350 liber.
Posledním výrazným úspěchem značky Delage bylo vítězství Louise Gérarda 3. září 1938 v závodě RAC Tourist Trophy v Doningtonu (100 kol/503 km). To jel na sportovním voze postaveném dle platné formule do zdvihového objemu 4,5 l. Motor byl řadový šestiválec o zdvihovém objemu 2973 cm³ a výkonu 97 kW (130 k).

## Modely
Po první světové válce vznikly tyto vozy:
- Delage CO (1918, 6 válců, 4524 cm³, 20 CV)
- Delage CO2 (1921)
- Delage DE
- Delage DI (2121 cm³)
- Delage DI S
- Delage DI SS
- Delage DI 12 (4 válce)
- Delage DH (12 válců, 10 500 cm³)
- Delage 2 LCV (1923, V-12 válců, 1 983 cm³)
- Delage GL (5954 cm³, 30 CV)
- Delage DM (6 válců, 3174 cm³)
- Delage DR (6 válců, 2516 cm³)
- Delage D4 (4 válce, 1480 cm³)
- Delage D6-11 (6 válců, 2101 cm³)
- Delage D6-60 (6 válců, 2520 cm³)
- Delage D6-70 (6 válců, 2720 cm³)
- Delage D8 S (8 válců, 4061 cm³)
- Delage D8-15 (8 válců, 2768 cm³)
- Delage D8-85
- Delage D8-100 (8 válců, 4300 cm³)
- Delage D8-105 (8 válců, 4300 cm³)
- Delage D8-120 (8 válců, 4300 cm³)
- Delage DMS (6 válců, 3000 cm³)
- Delage DML (6 válců, 3000 cm³)
- Delage 15 S 8 (8 válců, 1488 cm³, kompresor Roots)

## Letecké motory
Delage vyrobilo nejméně dva typy letadlových motorů pro závodní stroje. Delage 12 CED byl osazen ve stroji Kellner-Béchereau 28VD, navrženém pro účast v závodě Coupe Deutsch de la Meurthe 1933. Letoun ale při kvalifikaci 12. května 1933 havaroval. Druhý typ, Delage 12 GV, zůstává obestřen záhadou, dochovalo se minimum informací.

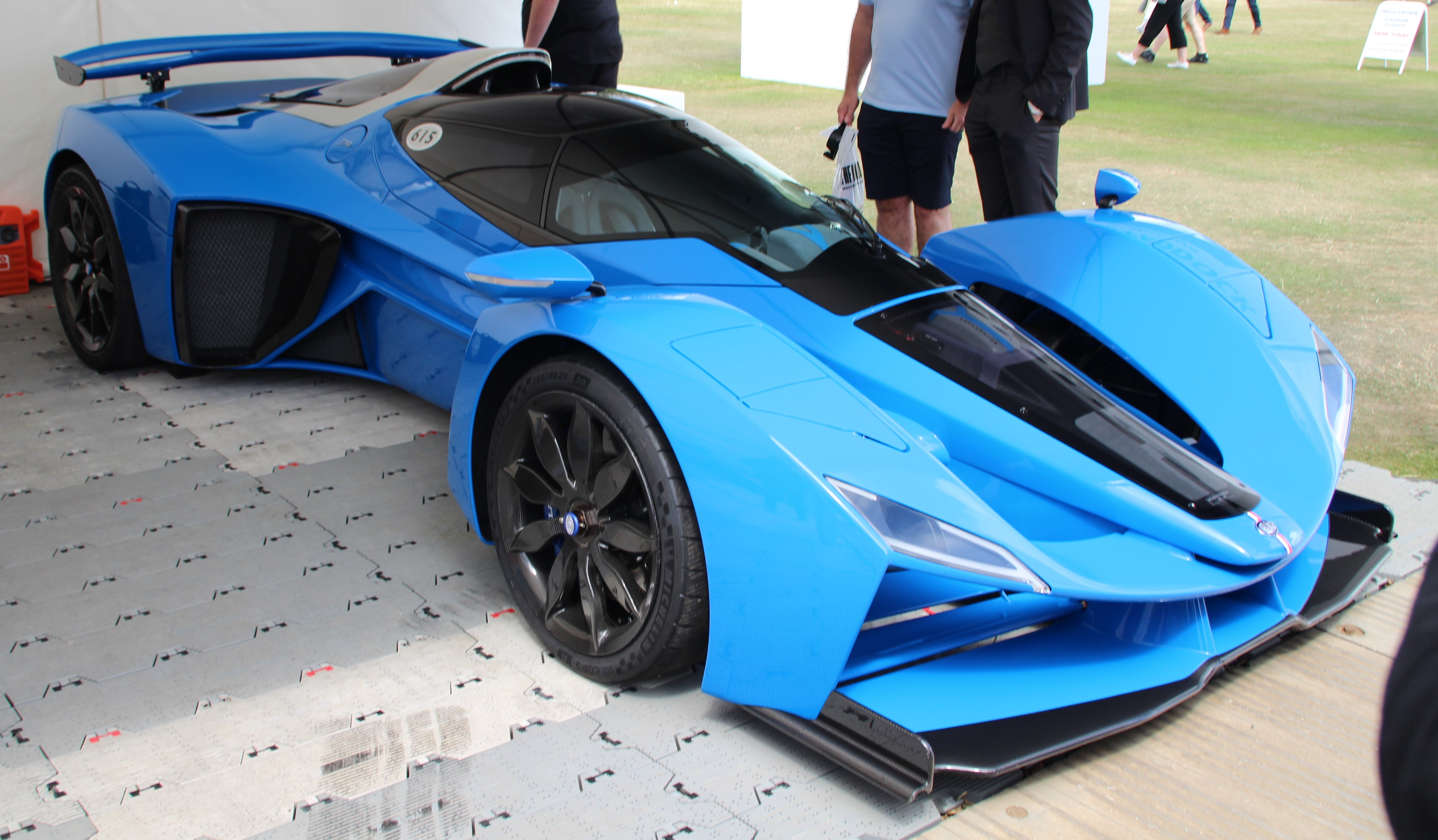
Delage D12 (2022)

## Znovuzaložení
V listopadu 2019 na autosalonu v Lyonu Époqu'auto Les Amis de Delage a podnikatel Laurent Tapie, syn Bernarda Tapieho, oznámili, že podepsali dohodu o znovuuvedení značky Delage Automobiles. Tapie se stal prezidentem firmy Delage Automobiles. Nový Delage  pro tento projekt byl nazván Delage D12. Jedná se o hybridní silniční Hypercar poháněný atmosférickým motorem V12 o výkonu 990 k (728 kW), který je spojen s elektromotorem o výkonu 110 k (81 kW), a dosahuje tak kumulativního výkonu 1 100 k (809 kW).  Vyrábí se ve Francii jako všechny původní vozy Delage. Společnost Delage Automobiles spojila své síly se závodním jezdcem Jacquesem Villeneuvem jako vývojovým jezdcem pro budoucí sériový model. Vůz byl představen na soukromých akcích v Los Angeles a Orange County v Kalifornii v prosinci 2019, poté v Monaku v září 2020, Ženevě v listopadu 2020 a Dubaji v prosinci 2020. Porota soutěže Automobile Awards 2020/2021 zvolila tento automobil za „nejkrásnější auto na světě“ (nejlepší design).  Má být vyrobeno a prodáno pouze 30 kusů Delage D12 za cenu 2,3 milionů eur. Delage D12 si odbyl světový debut na závodní dráze v roce 2022 při Goodwood Festival of Speed. Vůz je koncipován tak, aby se pokusil vytvořit nový rekord na okruhu na Nürburgringu v kategorii silničních legálních vozidel (2024).